# Миле Перуничић
Миле Перуничић (Премћани, код Пљеваља, 2. јун 1890 — Београд, 2. децембар 1961) био је учесник Балканских ратова, Првог светског рата и Народноослободилачке борбе и друштвено-политички радник ФНР Југославије.

## Биографија
Рођен је 2. јуна 1890. године у Премћанима, код Пљеваља. Учитељску школу завршио је у Скопљу, 1910. године. Учествовао је у Балканским ратовима и Првом светском рату. До 1941. године био је члан Југословенске демократске странке (ЈДС) и члан њеног Главног одбора.
Народноослободилачком покрету (НОП) прикључио се 1941. године. Био је командант Црногорско-санџачког одреда и заменик команданта Трећe пролетерскe санџачкe ударнe бригаде. Године 1942. постао је члан Комунистичке партије Југославије (КПЈ). Од 1942. године био је већник Антифашистичког већа народног ослобођења Југославије (АВНОЈ). На његовом Првом заседању изабран је у Извршни одбор АВНОЈ-а и задужен за Управни одсек, док је 1945. кооптиран је у његово Председништво и изабран за секретара. На Трећем заседању АВНОЈ-а изабран је за секретара Председништва Привремене народне скупштине.
Године 1945. био је посланик Уставотворне скупштине ДФ Југославије и секретар њеног Председништва. Од 1946. до 1953. био је секретар Президијума Народне скупштине ФНР Југославије. У то име се опростио од Велимира Јакића на његовој сахрани, октобра 1946. године.
Умро је 2. децембра 1961. у Београду и сахрањен је у Алеји народних хероја на Новом гробљу у Београду.
Носилац је Партизанске споменице 1941. и других југословенских одликовања, међу којима су — Орден народног ослобођења, Орден југословенске заставе првог реда, Орден заслуга за народ првог реда, Орден братства и јединства првог реда и Орден за храброст.
По њему је названа ОШ „Миле Перуничић” у селу Маоче, код Пљеваља.

## Галерија
- Пријем чланова Президијума Народне скупштине ФНРЈ код председника Тита, 2. марта 1953; Миле Перуничић први здесна
- Орден народног ослобођења
- Партизанска споменица 1941.